# Provincia di Prato
La provincia di Prato è una provincia italiana della Toscana, la più piccola provincia italiana per superficie. Fu istituita nel 1992 per scorporo dalla provincia di Firenze, comprendendo i comuni di Prato (capoluogo), Cantagallo, Carmignano, Poggio a Caiano, Montemurlo, Vaiano e Vernio. È poi la settima provincia toscana per numero di abitanti (261 238), nonché quella con il più alto PIL pro capite.

## Geografia fisica

### Territorio
Confina a nord con l'Emilia-Romagna (città metropolitana di Bologna), a est e a sud con la città metropolitana di Firenze e a ovest con la provincia di Pistoia.

### Clima
La provincia di Prato si caratterizza per vari tipi di microclima in funzione dell'altitudine e dell'orografia, essendo attraversata nella parte settentrionale dalla dorsale appenninica, con una porzione di territorio del comune di Vernio situato oltre lo spartiacque, mentre nella parte meridionale il territorio si eleva verso le pendici collinari sud-orientali del Montalbano: tra le due aree si estende, nella parte centrale, un'area pianeggiante lungo il corso del fiume Bisenzio e dell'ultimo tratto dell'Ombrone Pistoiese, che è parte integrante della piana che si estende tra le città di Firenze e di Pistoia.
Dal punto di vista termometrico, le stazioni idrologiche presenti sul territorio presentano una temperatura media annua di 14,4 °C a Prato Galceti (stazione rurale con +6,0 °C di media nel mese più freddo e +24,1 °C di media nel mese più caldo) e a Vaiano (stazione urbana con +8,3 °C di media nel mese più freddo e +22,8 °C di media nel mese più caldo), 14,6 °C ad Artimino (stazione rurale con +8,1 °C di media nel mese più freddo e +23,5 °C di media nel mese più caldo), 14,7 °C a Capezzana (stazione rurale con +6,9 °C di media nel mese più freddo e +24,7 °C di media nel mese più caldo) e 15,0 °C a Prato Centro (stazione urbana con +6,0 °C di media nel mese più freddo e +24,3 °C di media nel mese più caldo).
Analizzando gli aspetti pluviometrici, tutte le stazioni presentano un minimo estivo, più o meno accentuato in base alla loro ubicazione, un picco massimo autunnale e un massimo secondario nei mesi primaverili. Le stazioni idrologiche pluviometriche presenti nella provincia, più numerose di quelle termometriche, indicano nell'area appenninica la zona più piovosa della provincia e nell'estremità sud-orientale del territorio provinciale la zona meno piovosa, che si viene a trovare in parziale ombra pluviometrica per effetto del massiccio collinare del Montalbano. I dati delle precipitazioni medie annue fanno registrare il valore di 1.661 mm a Cantagallo, 1.611 mm a Sasseta di Vernio, 1.592,5 mm a Gavigno, 1.413 mm a Fattoria di Iavello, 1.238 mm a Vaiano, 1.224,5 mm a Montecuccoli, 1.210 mm a La Briglia, 1.097 mm a Capezzana, 1.037 mm a Prato Galceti, 951 mm a Prato Centro, 834 mm ad Artimino e "soltanto" 722 mm a Comeana che risulta in parziale ombra pluviometrica rispetto a tutte le altre aree della provincia.

## Società

### Evoluzione demografica
Abitanti censiti
Nel 2006 i nati sono stati 2.683 (11,0‰), i morti 2.118 (8,7‰), per un incremento naturale di 565 unità (2,3‰). Le famiglie contavano in media 2,5 componenti.
È una delle province italiane con la più alta percentuale di residenti stranieri (il 22,3% alla fine del 2020). Quasi i due terzi di questi (64,1%) sono cinesi e sono figli di immigrati oltre un quarto dei nati.

## Storia

Il gonfalone della provincia

La città di Prato, nonostante il suo notevole sviluppo demografico ed economico, non conobbe mai autonomia amministrativa all'interno del Granducato di Toscana. I pratesi iniziarono a rivendicare l'autonomia amministrativa nel 1919 e nel 1925 fu istituito il circondario di Prato, comprendente i comuni di Prato, Cantagallo e Vernio.
Il nuovo ente autonomo ebbe però vita brevissima, dato che due anni dopo tutti i circondari venivano aboliti. La beffa fu particolarmente sentita dai pratesi, che oltre a tornare del tutto sotto l'autorità fiorentina, videro anche l'eterna "rivale" Pistoia divenire capoluogo di provincia proprio nel 1927.
Nel dopoguerra l'idea della provincia pratese riprese vigore e nel 1956 fu fatta richiesta ufficiale da parte del consiglio comunale di Prato, cui seguirono le adesioni di diversi comuni della zona, compresi alcuni della provincia di Pistoia (Agliana, Montale e Tizzana-Quarrata). Oltre che per le lungaggini burocratiche e politiche, la nascita della provincia laniera fu ostacolata e rallentata dall'opposizione di Firenze e di Pistoia: quest'ultima, timorosa di perdere i tre comuni orientali che avevano chiesto di passare con Prato, arrivò addirittura a rispolverare alcuni diplomi medievali, dove Ottone III riconosceva possedimenti pistoiesi i territori di Quarrata e Montale. Altri comuni che avevano fatto richiesta, come Calenzano e Barberino di Mugello, fecero poi retromarcia sia per ragioni "di prestigio" che per scegliere di rimanere legati rispettivamente ai comuni della Piana (Sesto Fiorentino e Campi Bisenzio) e a quelli mugellani.
Solo nel 1992 però la città di Prato poté diventare capoluogo dell'omonima provincia, col distacco di sette comuni dalla provincia di Firenze (non entrarono i comuni della provincia di Pistoia).
Il distretto tessile di Prato è molto più esteso della provincia, dato che in esso sono compresi anche tre comuni della provincia di Pistoia (Agliana, Montale e Quarrata) e due della provincia di Firenze (Calenzano e Campi Bisenzio).

## Infrastrutture e trasporti

### Strade
Firenze-mare: è l'unica autostrada presente nel territorio provinciale e ha due uscite: Prato est e Prato ovest.

### Strade statali
- SS 719

### Strade regionali
- SR 66 Pistoiese: la strada attraversa la valle dell'Ombrone toccando il comune di Poggio a Caiano.
- SR 325 di Val di Setta e Val di Bisenzio: è la strada principale della Val di Bisenzio che collega Prato e i comuni di Vaiano, Vernio e Cantagallo a Bologna.

### Strade provinciali
La provincia ha 12 strade classificate come provinciali. Qui l'elenco completo.

### Ferrovie
- Ferrovia Bologna-Firenze (direttissima)
- Ferrovia Maria Antonia (Firenze-Lucca)
- Ferrovia Leopolda (Firenze-Pisa) - in seguito alla dismissione della stazione di Carmignano nel 2002, attraversa la provincia senza fermarsi.

## Sport

### Calcio
Le due società più importanti della provincia sono l'AC Prato, militante in Serie D, e la Polisportiva Dilettantistica Prato 2000, militante in Promozione. Un'altra società rilevante è l'FC Associazione Calcio Cantagallo, nata nel 2007 dall'AC Prato.

## Comuni
La provincia di Prato comprende 7 comuni di seguito elencati per popolazione, facendone così la provincia italiana con il minor numero di comuni (dati Istat Archiviato il 27 luglio 2020 in Internet Archive. del 31 agosto 2020):
| Comune          | Abitanti | Superficie (km²) | Densità (ab./km²) | Altitudine (m s.l.m.) | Stemma        |
| --------------- | -------- | ---------------- | ----------------- | --------------------- | ------------- |
| Prato           | 193 809  | 97,35            | 1991              | 65                    | senza cornice |
| Montemurlo      | 19 115   | 30,77            | 612               | 73                    | senza cornice |
| Carmignano      | 14 697   | 38,43            | 382               | 189                   | senza cornice |
| Vaiano          | 9 964    | 34,11            | 292               | 150                   | senza cornice |
| Poggio a Caiano | 9 877    | 5,97             | 1654              | 45                    | senza cornice |
| Vernio          | 6 049    | 63,38            | 95                | 257                   | senza cornice |
| Cantagallo      | 3 134    | 95,67            | 33                | 423                   | senza cornice |

### Comuni alle estremità geografiche
| Stemma | Comune     | Estremità geografica |
| ------ | ---------- | -------------------- |
|        | Vernio     | Nord                 |
|        | Carmignano | Sud                  |
|        | Vernio     | Est                  |
|        | Carmignano | Ovest                |

## Assistenza ospedaliera
L'ospedale è la struttura di riferimento per le prestazioni specialistiche, i ricoveri ordinari, i day hospital medico-chirurgici, oltre che per l'assistenza di emergenza ed urgenza che si svolge presso il Pronto Soccorso.
La storica struttura ospedaliera presente nell'ambito di competenza della suddetta azienda USL è stata l'Ospedale Misericordia e Dolce di Prato fino al 12 ottobre 2013, giorno in cui è stata completata l'inaugurazione del nuovo polo ospedaliero, il Santo Stefano, ubicato nella frazione di Galciana, nella Circoscrizione Ovest del Comune di Prato.

### Assistenza territoriale
L'assistenza territoriale si articola su distretti socio-sanitari che includono servizi di poliambulatori.
In adeguamento alle normative vigenti, l'intero bacino di utenza della Azienda USL 4 di Prato è suddiviso nelle seguenti articolazioni territoriali, all'interno dei quali viene garantita l'assistenza.
- Distretto nord, che include la circoscrizione nord del Comune di Prato e i Comuni di Vaiano, Cantagallo e Vernio.
- Distretto centro-est, che comprende le circoscrizioni centro ed est del Comune di Prato.
- Distretto sud, che include la circoscrizione sud del Comune di Prato e i Comuni di Carmignano e Poggio a Caiano.
- Distretto ovest, che include la circoscrizione ovest del Comune di Prato e l'intero territorio comunale di Montemurlo.

## Curiosità
- Nel 1968, quando Pordenone fu promossa a capoluogo di provincia, la sigla automobilistica prevista doveva essere PO; a quel punto però, su commissione del consiglio comunale di Prato, il suo segretario prese il treno e andò a Pordenone a pregare di cambiare sigla, dato che altrimenti Prato avrebbe perso la possibilità di creare la sigla della provincia col nome della città capoluogo (tutte le altre sigle possibili erano già state utilizzate: PR per Parma, PA per Palermo, PT per Pistoia, ed infine proprio PO per Pordenone); il consiglio comunale di Pordenone accettò, e fu così che la sigla fu cambiata in PN, acronimo di Portus Naonis, l'antico nome latino della città.[8]